# Samtgemeinde Sickte
Die Samtgemeinde Sickte ist ein niedersächsischer Gemeindeverband im Landkreis Wolfenbüttel. Die Samtgemeinde entstand 1974 im Zuge der niedersächsischen Gebietsreform. Ihr Gebiet umfasst eine Fläche von 81,76 km². In der Samtgemeinde Sickte lebten zum Stichtag 30. September 2019 10.415 Einwohner.

## Samtgemeindegliederung
Der Samtgemeinde gehören folgende Gemeinden an:
- Dettum
- Erkerode
- Evessen
- Sickte
- Veltheim (Ohe)

## Politik

### Samtgemeindebürgermeister
- Heinz Alltag (CDU) 1974–1981
- Dieter Lorenz (CDU) 1981–1996
- Klaus Sachse (SPD) 1996–1999
- Dieter Lorenz, kommissarisch, 1999–1999
- Herbert Wolf (CDU) 1999–2006
- Arne Pautsch (CDU) 2006–2011
- Petra Eickmann-Riedel (SPD) 2012–2020[2]

Seit dem 29. März 2020 ist Marco Kelb (CDU) Samtgemeindebürgermeister. Stellvertretende Samtgemeindebürgermeister sind Reinhard Deitmar (SPD) aus Sickte und Uwe Schäfer (CDU) aus Apelnstedt.

### Samtgemeinderat
Der Samtgemeinderat Sickte besteht aus 26 Ratsfrauen und Ratsherren. Dies ist die festgelegte Anzahl für eine Gemeinde mit einer Einwohnerzahl zwischen 10.001 und 11.000 Einwohnern. Die Ratsmitglieder werden durch eine Kommunalwahl für jeweils fünf Jahre gewählt. Neben den 26 in der Samtgemeinderatswahl gewählten Mitgliedern ist außerdem der hauptamtliche Samtgemeindebürgermeister im Rat stimmberechtigt.
Nach der Kommunalwahl 2021 stellt sich die Sitzverteilung folgendermaßen dar:
| Samtgemeinderat 2021Insgesamt 26 Sitze - SPD: 8 - Grüne: 6 - Unabh.: 1 - FDP: 2 - CDU: 9 |

Die CDU-Fraktion und die FDP-Fraktion bilden eine Gruppe, ihr Gruppensprecher ist Uwe Schäfer.

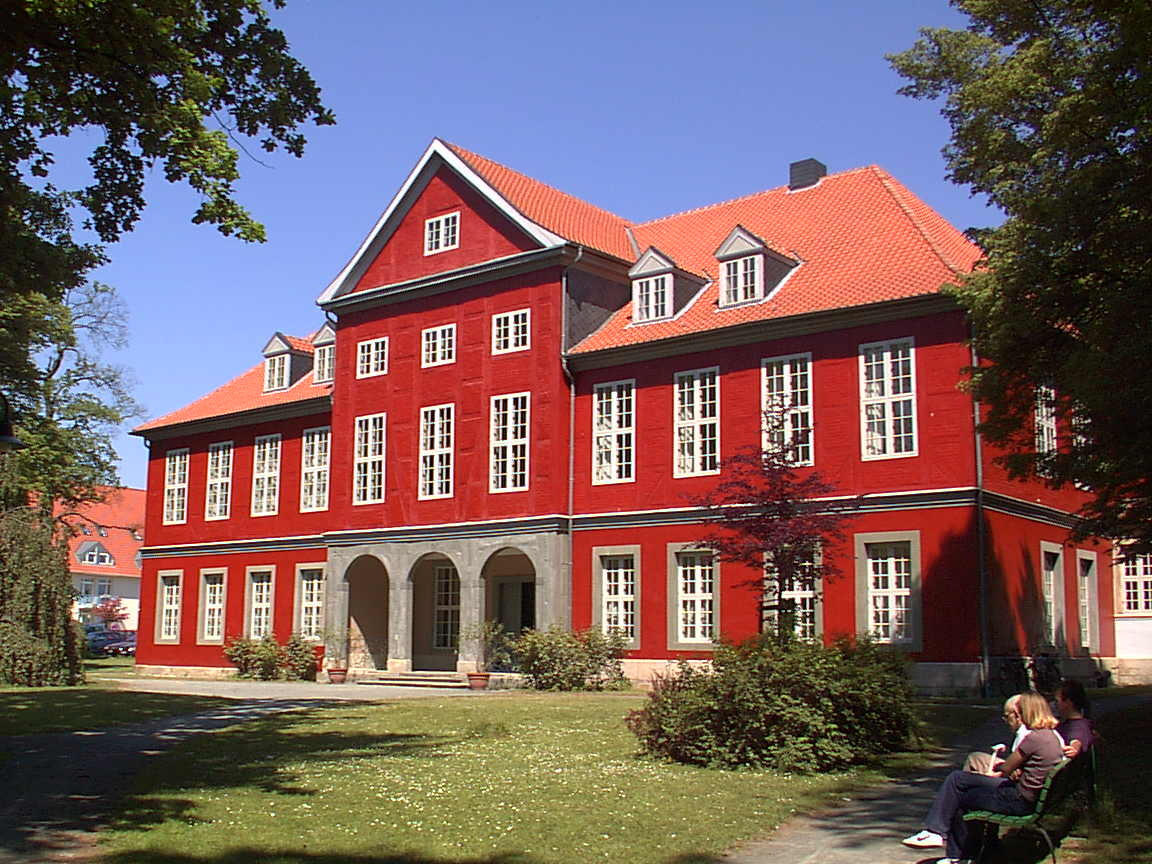
Herrenhaus Sickte, seit 1995 Sitz der Samtgemeindeverwaltung

### Wappen
| | Blasonierung: „In Gold ein schräg links geneigtes grünes Lindenblatt, beheftet mit einem schräggestellten silbernen Richtschwert.“ |
| Wappenbegründung: Die Samtgemeinde Sickte führt das Wappen der früheren Gemeinde Obersickte. Dieses erzählt ein Kapitel Justizgeschichte. Das Lindenblatt stammt von der 1945 gefällten, uralten und morsch gewordenen Kalandslinde, die Gesangverein und Turn- und Sportverein schon vor 1964 in ihren Fahnen führten. Unter dieser Linde war jahrhundertelang Recht gesprochen worden. Im Jahre 1051 bestätigte der Bischof von Halberstadt den Grafen von Wernigerode, deren Grafschaft von der Schunter bis zum Harz reichte, sie seien Herren des Gerichts von Obersickte. 1272 ging diese Befugnis auf die Welfen über. Später hielten die freien Bauern dort Gericht ab. Auch das Richtschwert hält das Andenken an diese ehrwürdige Stätte der Rechtsprechung wach. Dieses Wappen wurde der damaligen Gemeinde Obersickte am 27. August 1964 durch den braunschweigischen Verwaltungspräsidenten genehmigt. Das Wappen wurde von Wilhelm Krieg gestaltet und am 13. Februar 1975 durch den braunschweigischen Verwaltungspräsidenten genehmigt. | |

### Flagge
Die Samtgemeinde führt keine Flagge.

### Dienstsiegel
Das Dienstsiegel enthält das Wappen und die Umschrift „Samtgemeinde Sickte, Landkreis Wolfenbüttel“.

## Presse
- Rundschau – für die Samtgemeinde Sickte, Ideeal-Verlag, Braunschweig, Erscheinungsweise monatlich, erstmals am 26. Februar 2009, Auflage: 7.500 Exemplare. Sie ist das offizielle kostenlose Mitteilungsblatt der Samtgemeinde Sickte und wird am Monatsende mit der Post zugestellt.